# Stilobezzia foyi
Stilobezzia foyi är en tvåvingeart som först beskrevs av Ingram och John William Scott Macfie 1921.  Stilobezzia foyi ingår i släktet Stilobezzia och familjen svidknott.
Artens utbredningsområde är Nigeria. Inga underarter finns listade i Catalogue of Life.